# Kostelevo
Kostelevo (bulgariska: Костелево) är ett distrikt i Bulgarien.   Det ligger i kommunen Obsjtina Vratsa och regionen Vratsa, i den västra delen av landet, 60 km norr om huvudstaden Sofia.
Omgivningarna runt Kostelevo är en mosaik av jordbruksmark och naturlig växtlighet. Runt Kostelevo är det ganska tätbefolkat, med 80 invånare per kvadratkilometer.